# 1482 Sebastiana
1482 Sebastiana este un asteroid din centura principală, descoperit pe 20 februarie 1938, de Karl Reinmuth.